# Christiane Henriette Louise von Schleinitz
Christiane Henriette Louise von Schleinitz, gift Juel (24. september 1709 – 12. august 1756) var en dansk hofdame.
Hun ægtede 15. august 1738 hofmester Carl Juel. 
Hun var knyttet til hoffet som hofdame: Hoffrøken hos dronning Sophie Magdalene 1738, hofmesterinde hos prinsesse Louise, hofmesterinde hos kronprinsesse Louise, overhofmesterinde hos dronning Louise (1746-51) og Juliane Marie (1752-54). 
1754 fjernedes hun helt fra hoffet tillige med sin mand, der var overhofmester hos dronningen. Den preussiske gesandt Häseler tilskriver J.H.E. Bernstorff skylden for denne fjernelse, da han var så en medbejler i ham og var bange for Juels indflydelse hos dronningen.   
Dame de l'union parfaite. 